# 鞆淵八幡神社
鞆淵八幡神社（ともぶちはちまんじんじゃ）は、和歌山県紀の川市中鞆淵にある神社。旧社格は県社。正式には八幡神社である。

## 祭神
- 主祭神 - 応神天皇、仲哀天皇、比売大神
- 配祀神 - 仁徳天皇、武内宿禰、天之御中主神、猿田彦命、事代主命、大山祇尊、品陀和気命、須佐之男命、天照皇大神、家都御子大神、伊弉諸尊、伊弉冉尊

## 歴史
詳しい創建年代は不明であるが、石清水八幡宮の荘園であった鞆淵荘の産土神として八幡神が勧請され、石清水八幡宮の別院として創建されたようである。または、帝の寵愛をうけた鶴千代姫が安貞2年（1228年）に帰郷の際、石清水八幡宮の別宮として勧請したという。
安貞2年（1228年）に石清水八幡宮から神輿が送られ、その後もこの時の仕様のものが製作・使用された。現存の神輿は平安時代末期から鎌倉時代初期のもので国宝に指定されている。
弘安2年（1279年）に遷宮が行われ本殿の他に摂社として若宮社、高良社、武内社があり、神職として神主、大炊祢宜、若宮神主、権祢宜、神人がいたことが記録されている。この神人らは百姓と結束して荘官の下司・公文と対立し闘争している。
元弘3年（1333年）に後醍醐天皇の勅裁により当地は高野山領となるが、百姓らは下司・公文や高野山に抵抗し、室町時代にかけて度々激しい闘争を行った。この闘争の中で当社は荘民の鎮守として信仰され、惣として団結する精神的支柱となっていた。
寛正3年（1463年）には社殿が造営され、現在の三間社流造の本殿（重要文化財）が完成している。
江戸時代には本殿の他に未社8、本地堂、御供所、舞台、神楽所、庁、宝蔵、神宮寺などがあり、高野街道沿いのため多くの参詣人があった。
明治時代になると神仏分離が行われて神宮寺は廃寺とされた。しかし、神宮寺の大日堂（重要文化財）は破却されずに残された。
1906年（明治39年）に村内の12社を合祀している。1923年（大正12年）に県社に列せられた。

## 境内
- 本殿（重要文化財） - 寛正3年（1462年）再建。三間社流造、檜皮葺。
- 拝殿
- 大日堂（重要文化財） - かつての神宮寺の建物。神仏習合の名残り。五間四方。
- 神楽殿
- 宝蔵庫 - 鉄筋コンクリート造。
- 神輿庫 - 鉄筋コンクリート造。
- 社務所

### 摂末社
- 若宮神社（紀の川市指定有形文化財） - 祭神：仁徳天皇。江戸時代中期の建立。摂社。
- 高良神社（紀の川市指定有形文化財） - 祭神：武内宿禰。江戸時代中期の建立。摂社。
- 剱御前社
- 戒子神社
- 矢王神社
- 天神社
- 松戸神社
- 瘡神神社
- 今宮神社
- 厳島神社
- 八坂神社

## 文化財

### 国宝
- 沃懸地螺鈿金銅装神輿 附：神輿奉送目録

沃懸地（いかけじ）とは漆工芸の技法の一つで、漆を塗った器面に鑢（やすり）で磨り下ろした金粉を密に蒔き詰め、その上からもう一度漆を塗って研ぎ出したもの。沃懸地に螺鈿の装飾は平安時代後期から鎌倉時代の漆工芸品にしばしば見られる。金銅装（こんどうそう）とは、「金銅（銅に金メッキ）の金具で飾った」という意味である。
総高226センチ。12世紀末（平安時代末期から鎌倉時代初期）の作品。この神輿は、周囲に鳥居や高欄（手すり）を設けない古式のもので、四面の軒下には帽額（もこう）を垂らし、各面に3枚ずつ計12枚の華鬘（けまん）を吊り下げ、屋根の四隅の蕨手にはそれぞれ幡（ばん）を吊り下げる。帽額とは几帳などの上部に目隠しのために垂らした横長の布のことである。帽額、華鬘、幡はいずれも金銅製で宝相華唐草文を透かし彫りし、帽額と幡には木瓜形、華鬘には八花形の鏡板を嵌め込む。四隅の柱は後補のものであるが、框（土台部分の水平材）と桁（屋根荷重を受ける水平材）は当初のもので、沃懸地螺鈿で装飾されている。神輿とともに伝来する奉送目録によると、安貞2年（1228年）に中宮藤原長子により石清水八幡宮に神輿が奉納された際、不用となったこの神輿が別宮である鞆淵八幡神社に奉送されたという。当時、石清水八幡の放生会に際し、中宮が神輿3基を調進・奉納することが例となっていた。鞆淵八幡神社に奉送されたこの神輿の製作年代は当然ながら安貞2年以前であり、建久3年（1192年）、時の中宮藤原任子が調進したものがこれに該当する可能性が高い。

### 重要文化財
- 本殿 附：棟札 8枚
- 大日堂 附：厨子 1基

### 和歌山県指定有形文化財
- 木造八幡三神坐像
- 木製椅子 1脚

### 紀の川市指定有形文化財
- 若宮神社及び高良神社

### 紀の川市指定自然保存木
- 鞆渕八幡神社のスギ 3本

## 所在地
- 和歌山県紀の川市中鞆渕58

## アクセス
- 西日本旅客鉄道和歌山線笠田駅から車で約30分